# Col New Zealand
Le col New Zealand, en anglais New Zealand Pass, est un col de montagne situé en Indonésie, dans la province de Papouasie centrale. Permettant de gagner la vallée de Meren depuis le nord, il est une des étapes du trek qu'empruntent les alpinistes désirant gravir le Puncak Jaya, le point culminant de l'Indonésie et de l'Océanie.